# 專利師法
《專利師法》，是中華民國法律中關於專利師的法律。

## 各地
《專利師法》於民國九十八年五月五日修正之條文，自九十八年十一月二十三日施行，管轄機關是經濟部智慧財產局。這項法律的特別制定，目的是為維護專利申請人之權益，強化從事專利業務專業人員之管理，建立專利師制度。

### 專利師業務範圍
專利師之業務範圍，包括專利之申請、異議、舉發、讓與、授權等事項。換言之，以向專責機關（現為經濟部智慧財產局）提出上述各種申請事項為限。

### 專利師登錄名冊
專門職業及技術人員考試合格或免試之專利師檔案或名簿，登錄記載於專責機關設置的專利師登錄名冊。專利師必須依《專利師法》於專責機關辦理檔案登錄，並加入專利師公會，始能執行業務。記載事項變更時，必須向專責機關報備。